# Wolvenberg (natuurreservaat)

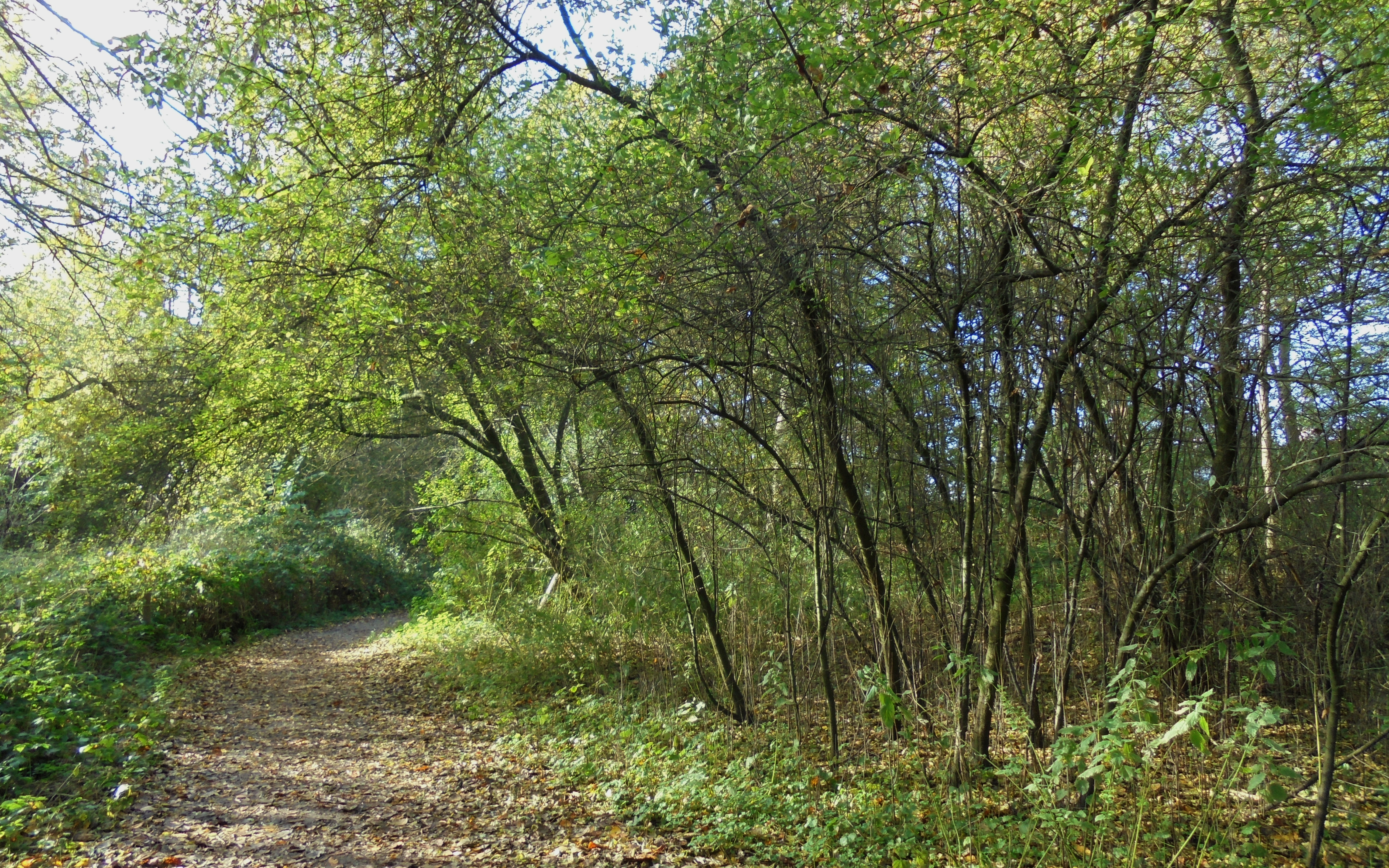
Natuurreservaat Wolvenberg

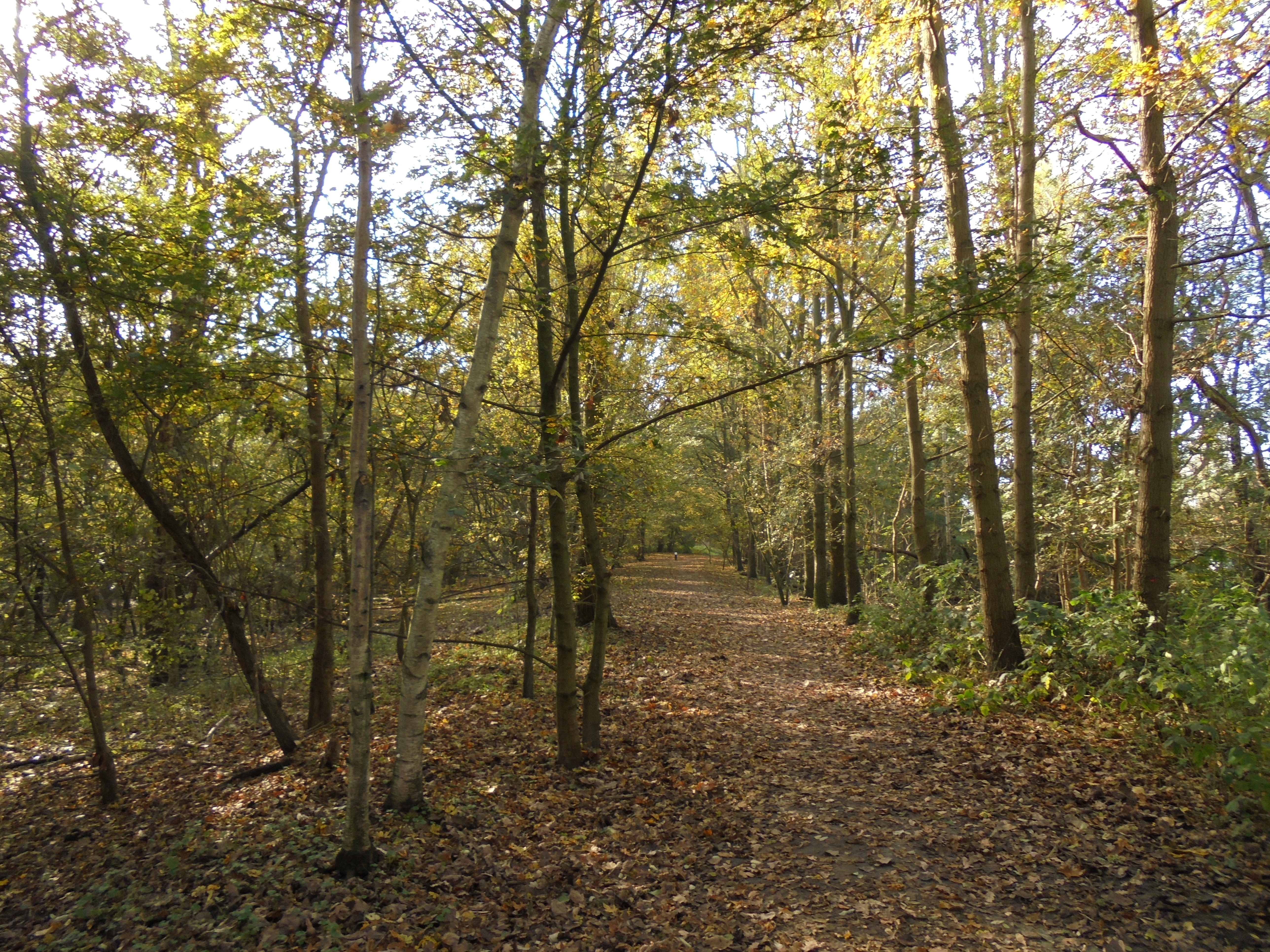
Wolvenbergpad

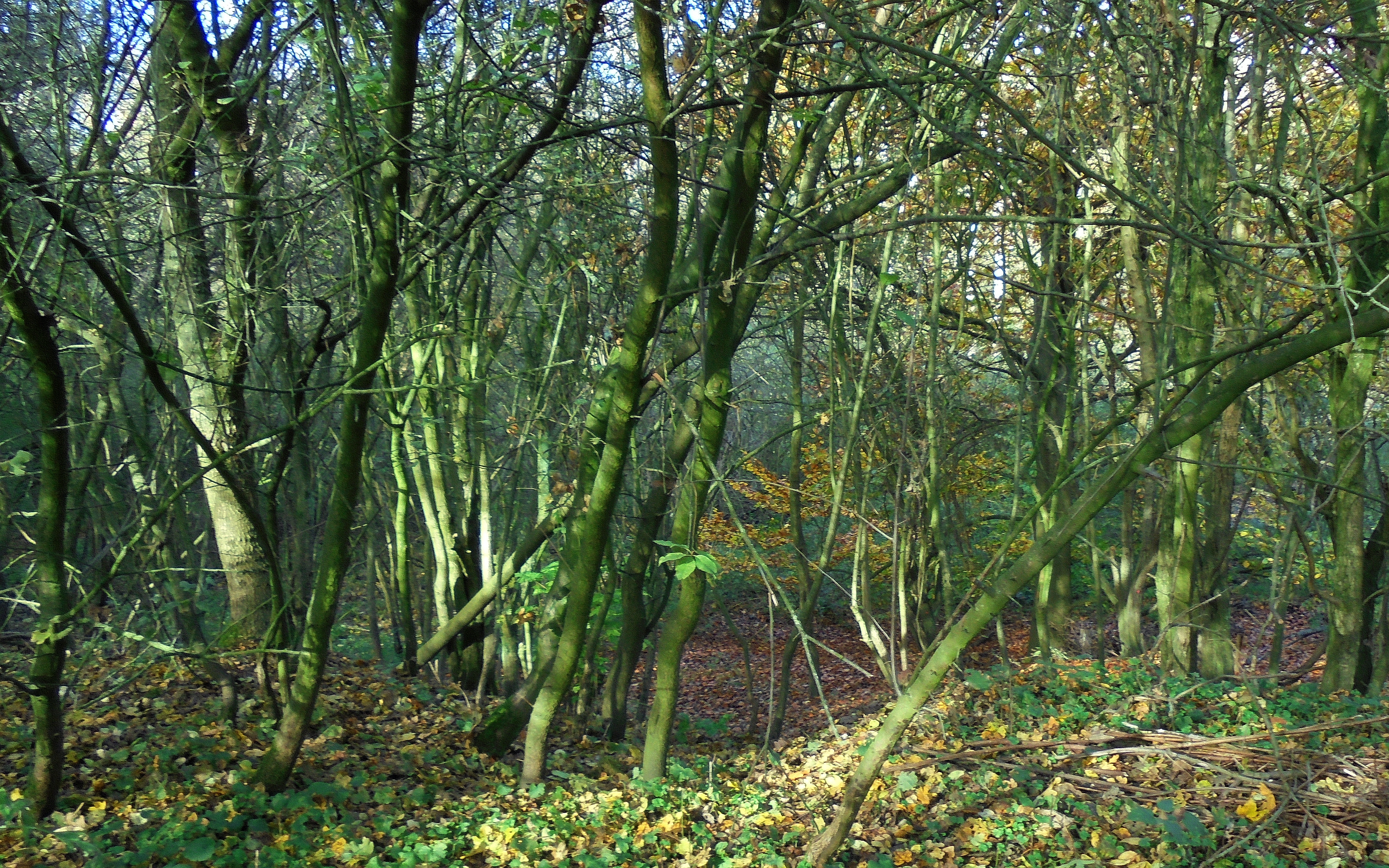

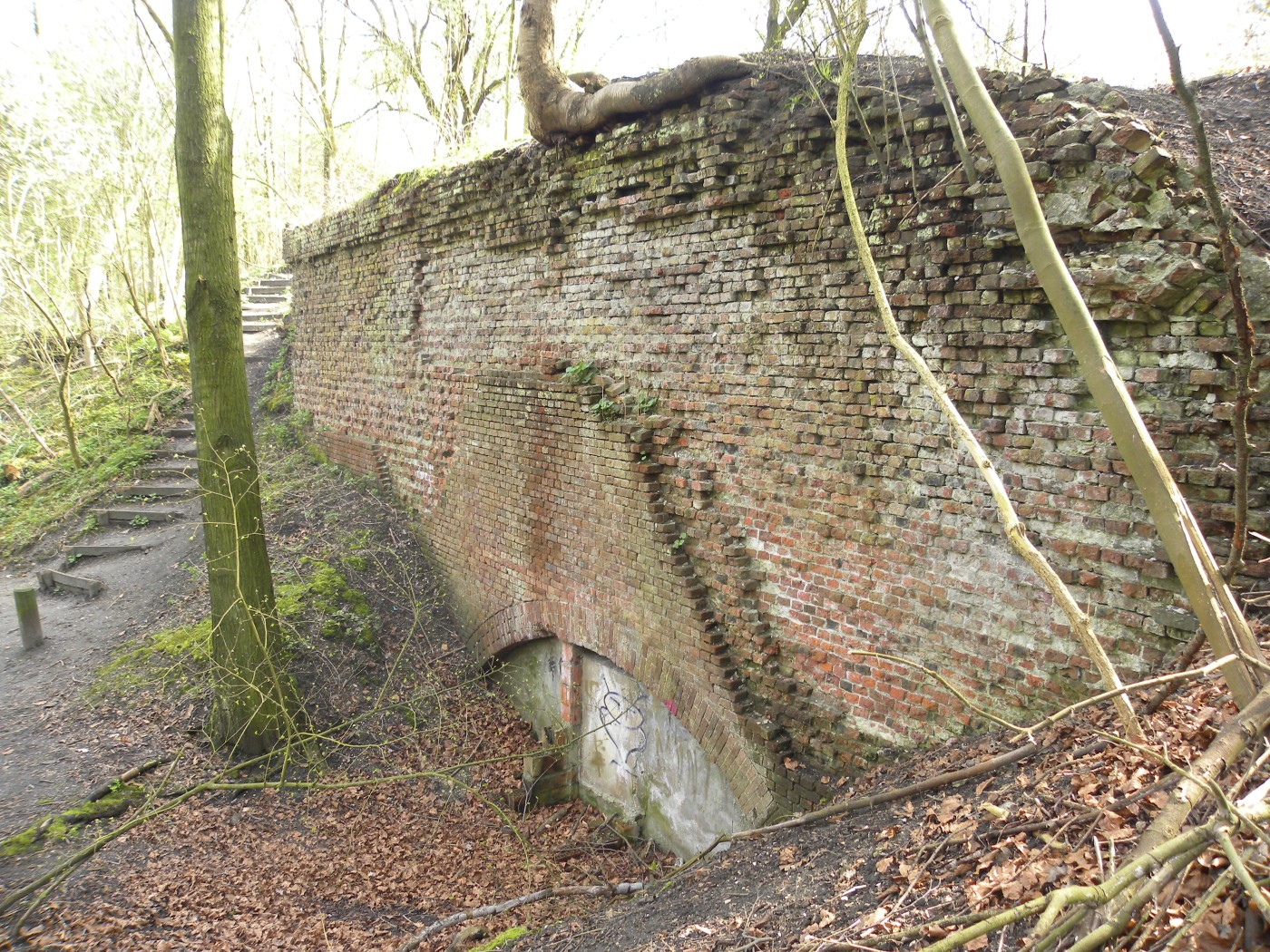
Overblijfsel van een voormalige remise onder de wal van 1859.

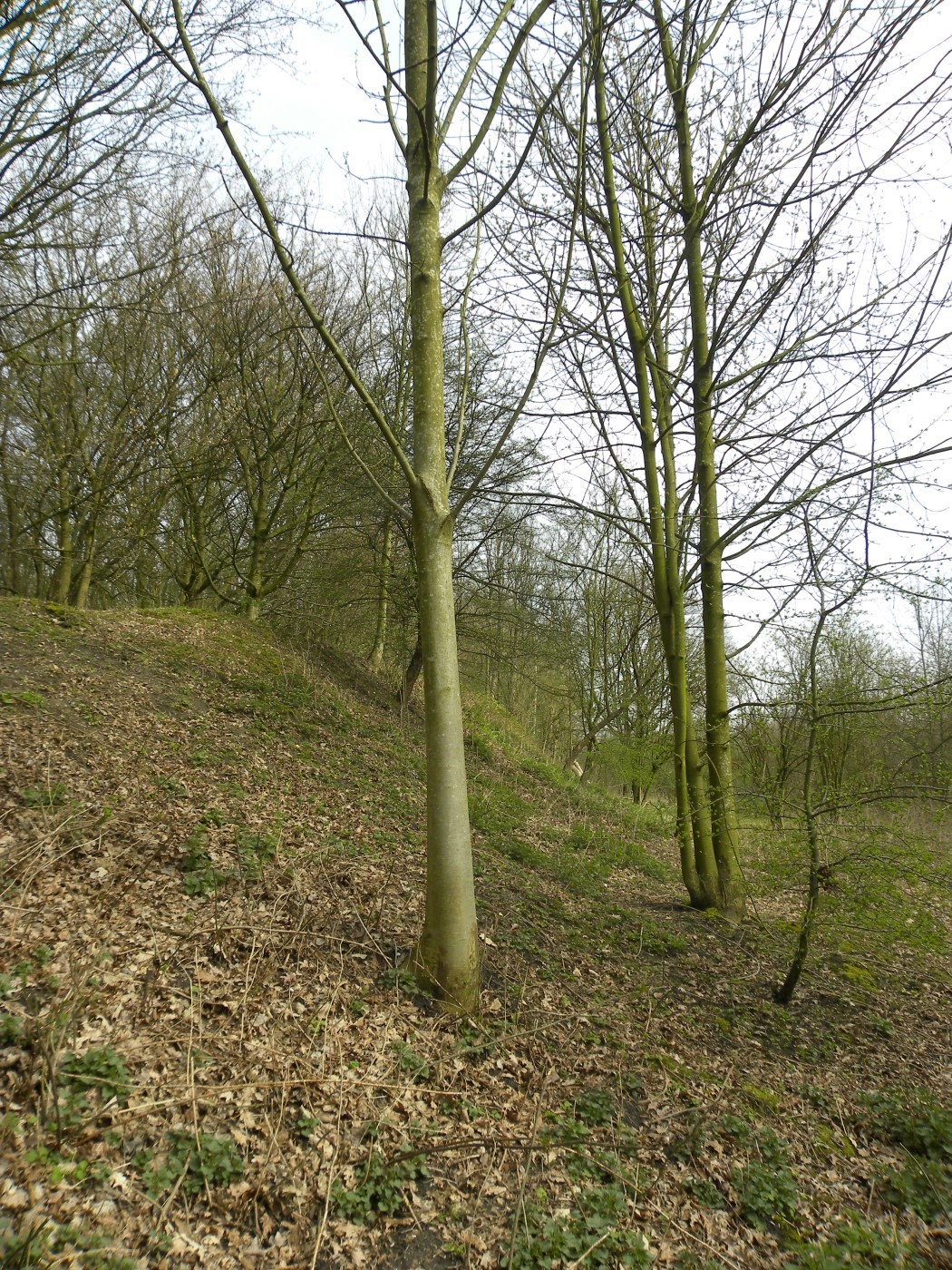

De Wolvenberg is het enige natuurreservaat in het verstedelijkte centrum van Antwerpen. Dit reservaat is gelegen tussen het station Antwerpen-Berchem, de Binnensingel (R10), de Berchembrug en de autosnelweg Kleine Ring (R1) met begeleidende spoorlijnen 52 en 59. Het is ongeveer 11 hectaren groot en maakt deel uit van het Berchemse Brialmontpark.

## Toegang
- De hoofdtoegang tot dit natuurgebied is gelegen op de hoek van de Binnensingel met de Posthofbrug. Voor de locatie: klik hier.. Kies vervolgens een landkaart.
- Een tweede toegang ligt eveneens aan de Binnensingel, niet ver van de Berchembrug. Deze voetgangersbrug verbindt als doorsteek van het Brialmontpark, het Villegaspark (aan de Uitbreidingstraat) met het Brilschanspark (aan de Marcel Auburtinlaan).
- De hogergenoemde voetgangersbrug is bovendien uitgerust met een derde toegang, met name een aftakking (met keuze tussen trappen en helling) naar het reservaat. Bij deze derde toegang wil Natuurpunt sinds 2022 een natuurhuis voor het natuurgebied en het omliggende Brialmontpark bouwen.[1][2] Hier begint ook het Wolvenbergpad als trage weg naar de hoofdingang van de Wolvenberg.

## Geschiedenis
Wolvenberg ligt tussen twee gesloopte kazernes 7/8 (alias: Dupontkazerne met Borsbeeksepoort en Spoorbaanpoort in het oosten) en 8/9 (alias: Geniekazerne met Berchemsepoort en Mechelsepoort in het westen), op het front 8 van de voormalige Brialmontgordel (uit 1859), waar voorheen een glacis en een vest lag. Deze laatste is thans een vijver die gevoed wordt door de Zilverbeek. In het reservaat zijn nog enkele restanten zichtbaar van de destijds met kalkmortel gemetste baksteenmuren.
Zuidwaarts, aan de overkant van de Antwerpse ring (R1), ligt het Brilschanspark. Noordwaarts, aan de overkant van de Binnensingel (R10), ligt het Villegaspark dat aan Oud-Berchem grenst. Het reservaat ligt in een groene gordel die gekend is als het Ringbos.
Toen de militaire gronden vanaf de jaren 1930 gedemilitariseerd werden kregen lokale jeugdbewegingen zoals de scouting toelating om deze gronden als speelterrein te gebruiken. Enkele van deze groepen mochten ook de militaire gebouwen als vergaderruimte gebruiken zoals een wolvenhol in een militaire loods voor de welpen (plaatselijk ook wolfjes genoemd) als jongste scoutstak (voor de oprichting van de kapoenen in 1955). Het terrein werd dan ook plaatselijk bekend als de Wolfjesberg, wat later onder invloed van een brommerclub, die het als oefenterrein gebruikte, het iets stoerder klinkende Wolvenberg werd.
In 1963, na de voltooiing van de autosnelweg rond Antwerpen op het grondgebied van de gemeente Berchem, raakte het terrein spontaan begroeid met vochtig wilgenbroek. Het westelijk deel tegen de Berchembrug aan werd aangeplant met populieren. Het was gedurende lange tijd een niemandsland tot het in de jaren 1990 werd ontdekt door natuurliefhebbers die de Werkgroep Wolvenberg oprichtten, als tegenpool voor de geplande ontwikkeling van een sportterrein op de Wolvenberg. Het beheer gebeurde aanvankelijk door de JNM, later nam de afdeling Land van Reyen van Natuurpunt het beheer over. Na een reorganisatie in 2012 binnen Natuurpunt werd het beheer van de Wolvenberg overgenomen door de nieuw opgerichte afdeling Natuurpunt Antwerpen Stad. Op maandag 4 november 2019 stierf Erik Molenaar die de Werkgroep Wolvenberg had opgericht en die van 2001 tot 2019 conservator van het gebied was. 
Op dinsdag 11 december 2001 werd de Wolvenberg door een ministerieel besluit beschermd als natuurreservaat.

## Fauna en Flora
De remise (een ondergronds bomvrij gewelf) gelegen in de voorwal nabij de voormalige brug over het kanaal tussen voor- en hoofdgracht, werd ingericht als vleermuizenverblijf. In Wolvenberg komen veel zeldzame mollusken, epifyten en fungi voor. De opmerkelijkste vogels die zich hier dicht bij het stadscentrum nestelen zijn de ijsvogel en de blauwe reiger. Daarnaast vindt men er kikkers, padden en salamanders waar onder andere de voornoemde vogels op jagen. Ook de bunzing en de vos worden hier als bezoeker aangetroffen.

## Afbeeldingen

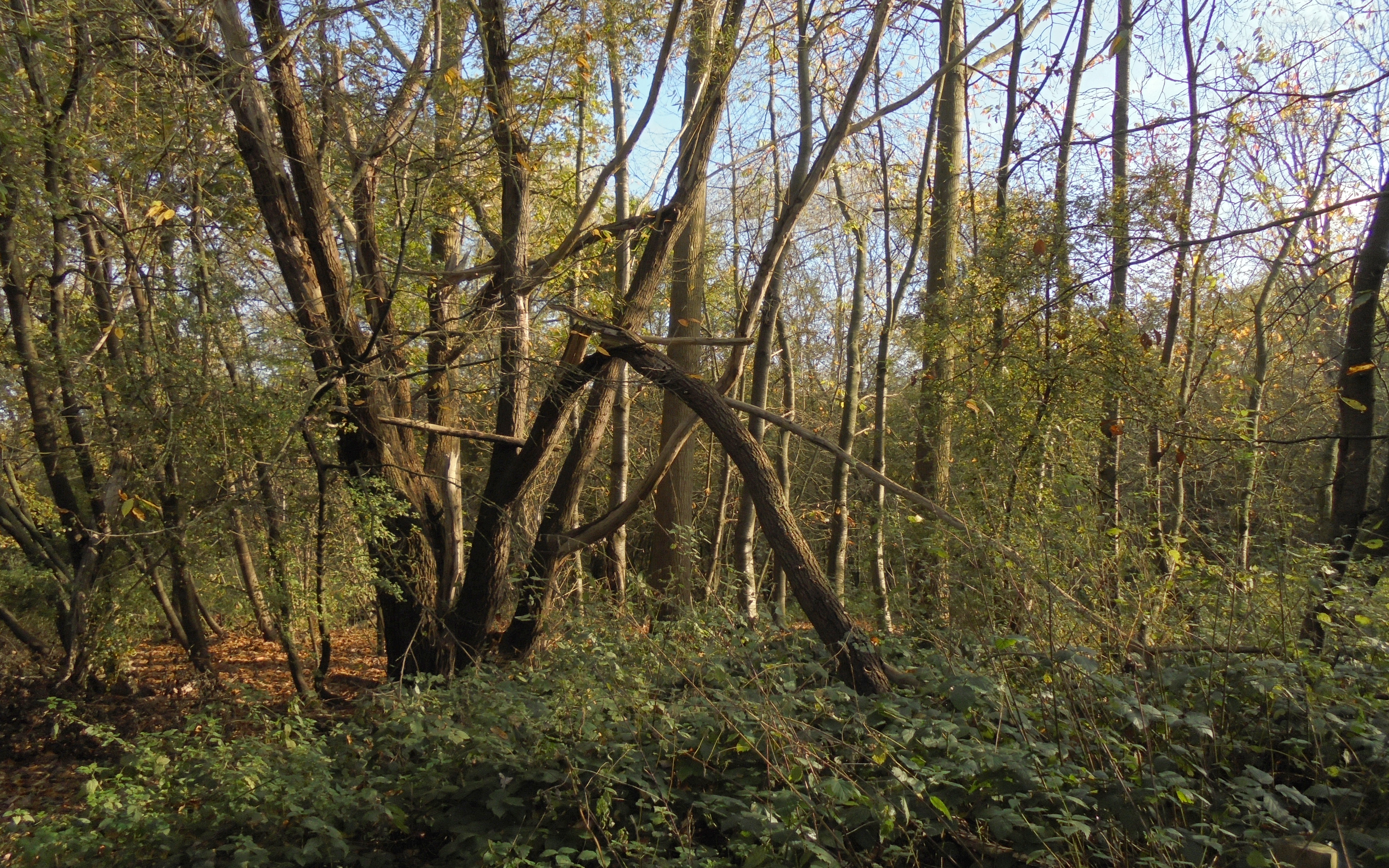
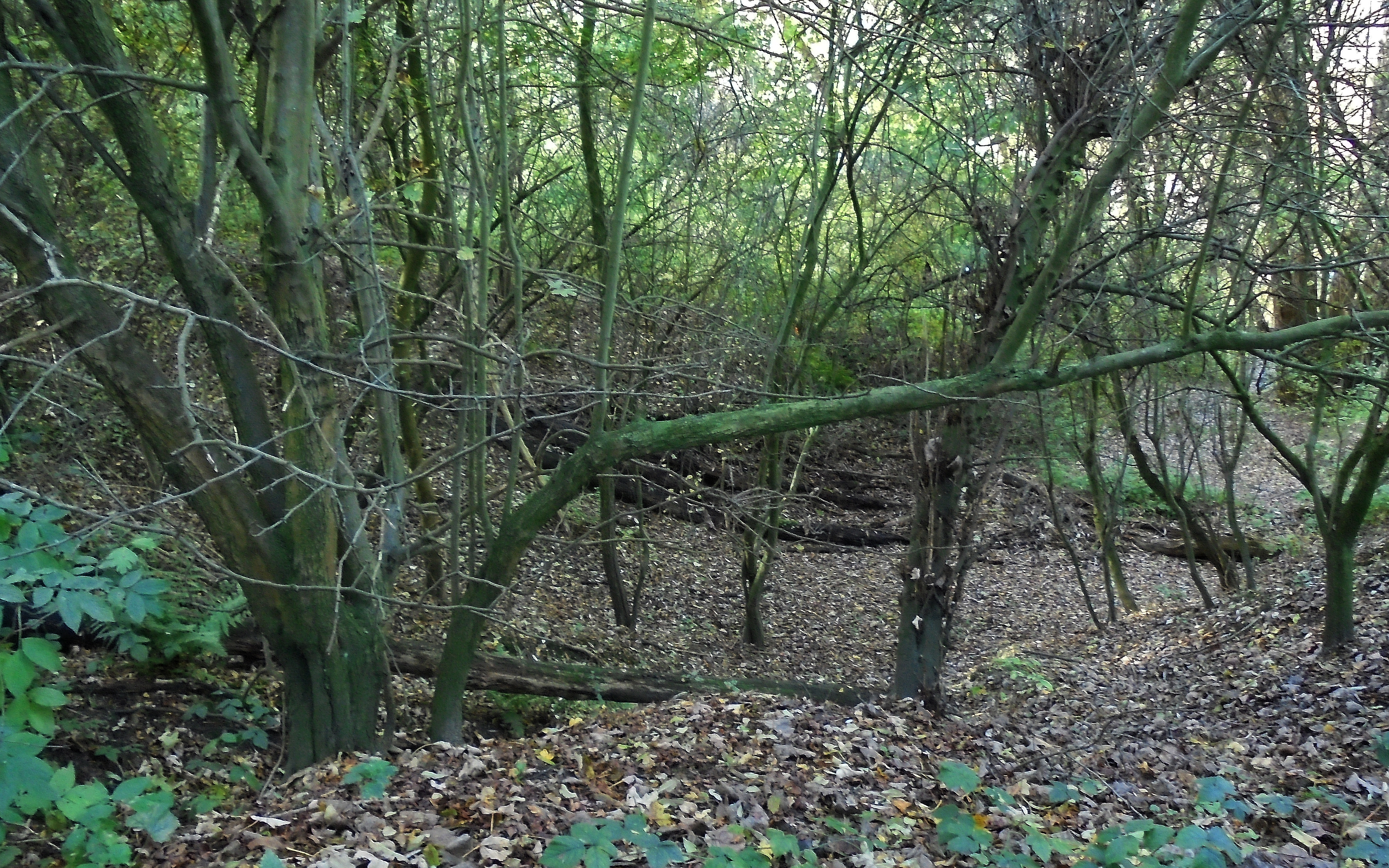
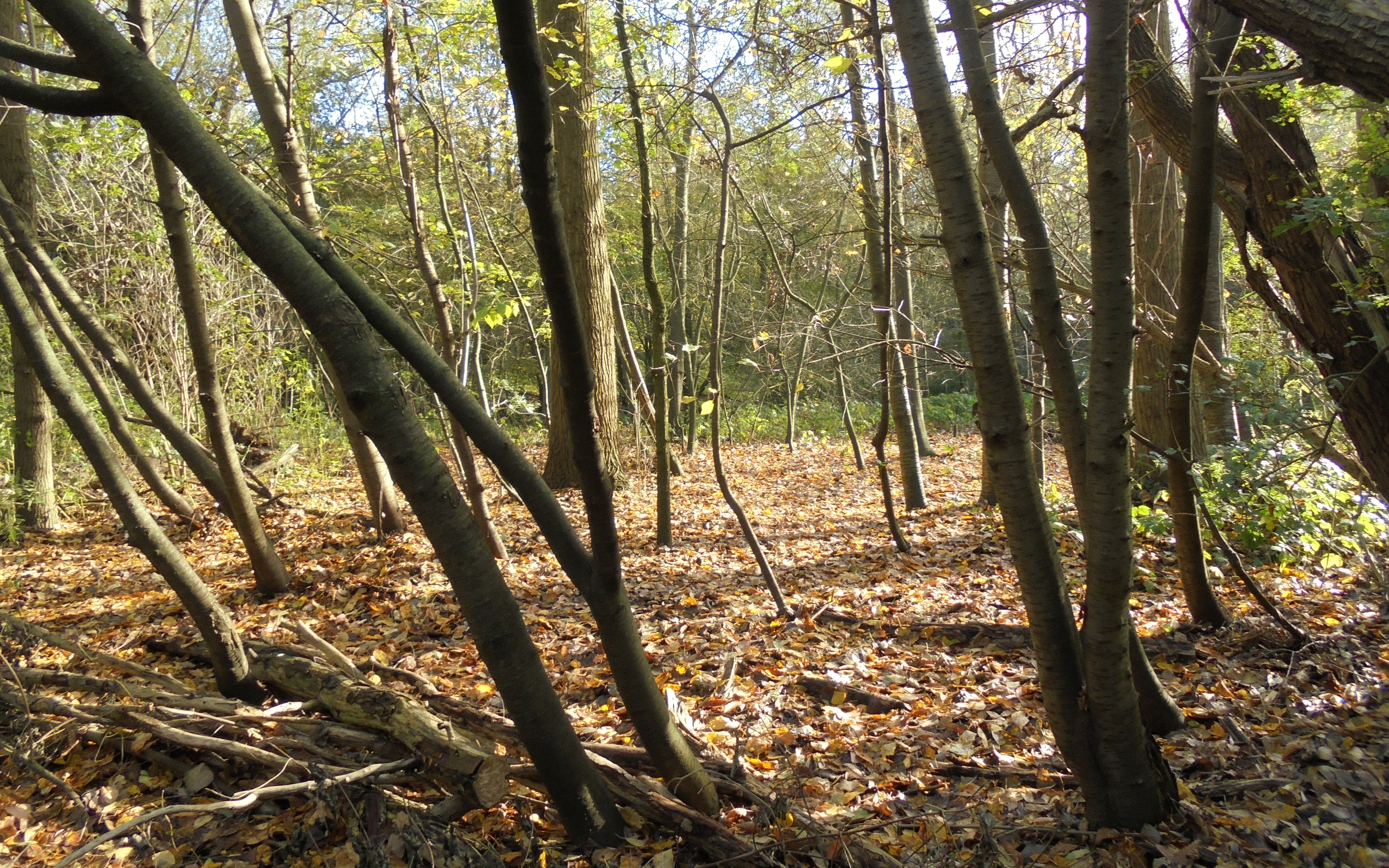
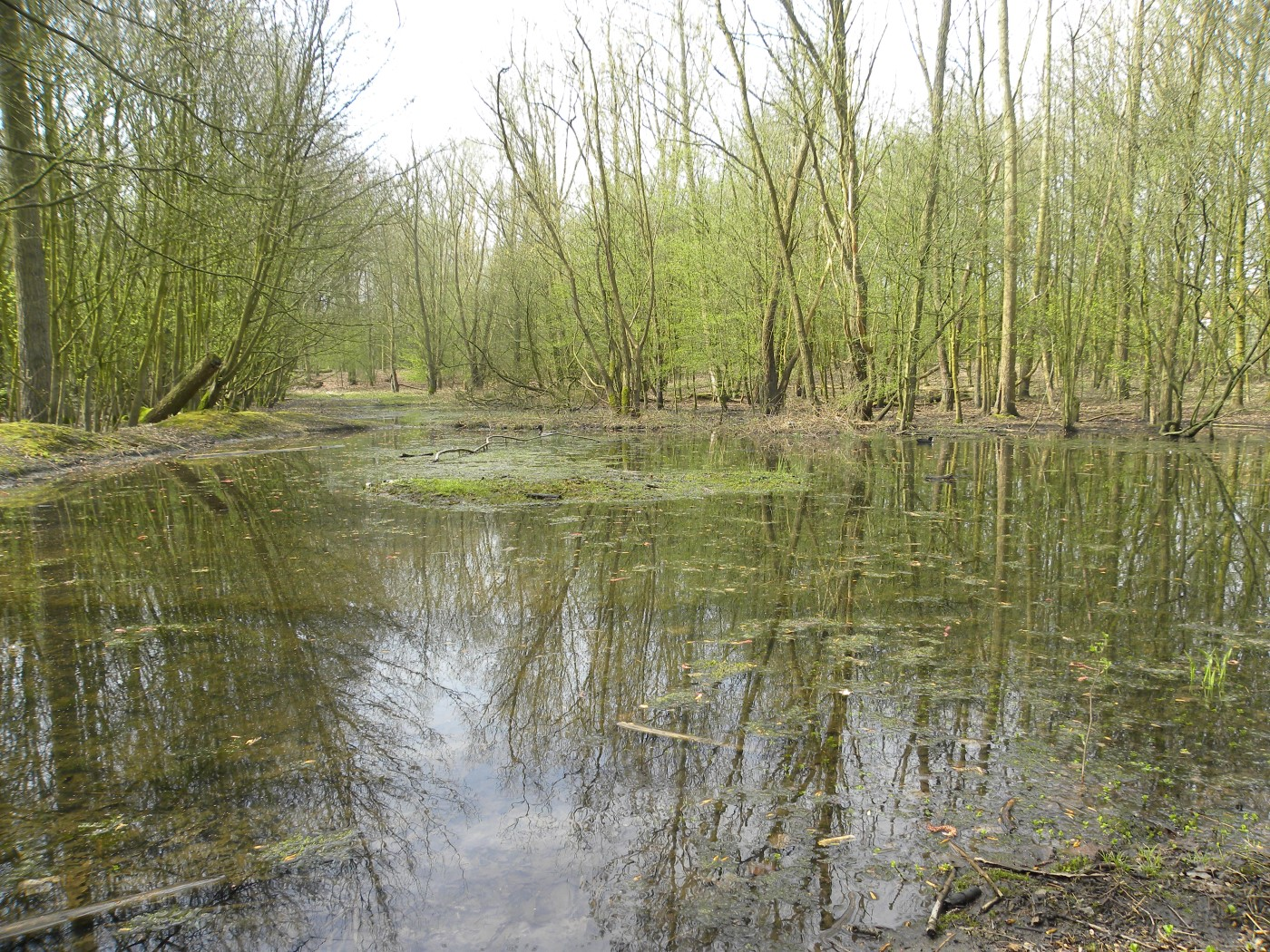
Drassige depressie (vijver) op de locatie van de voormalige hoofdgracht.
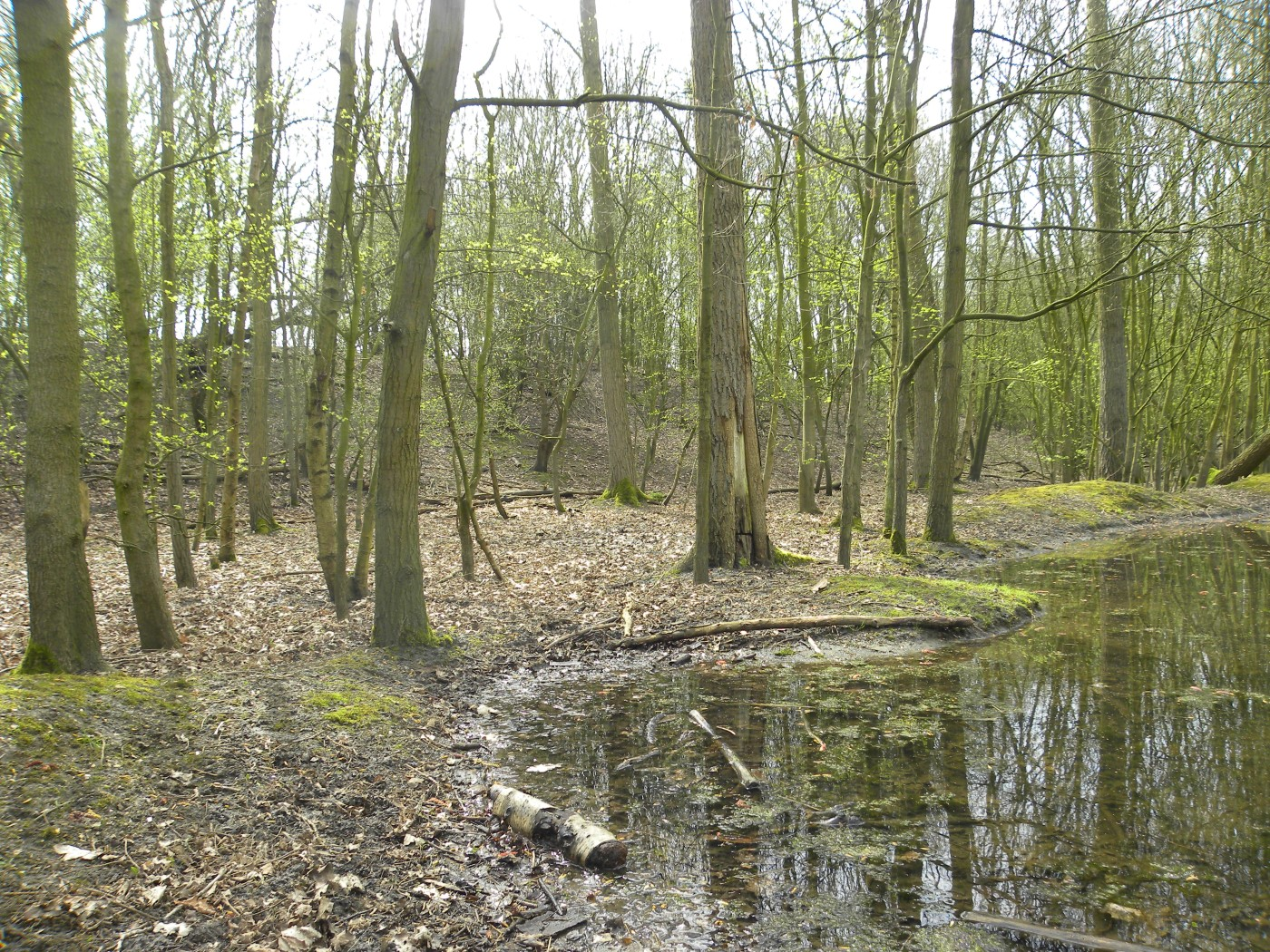
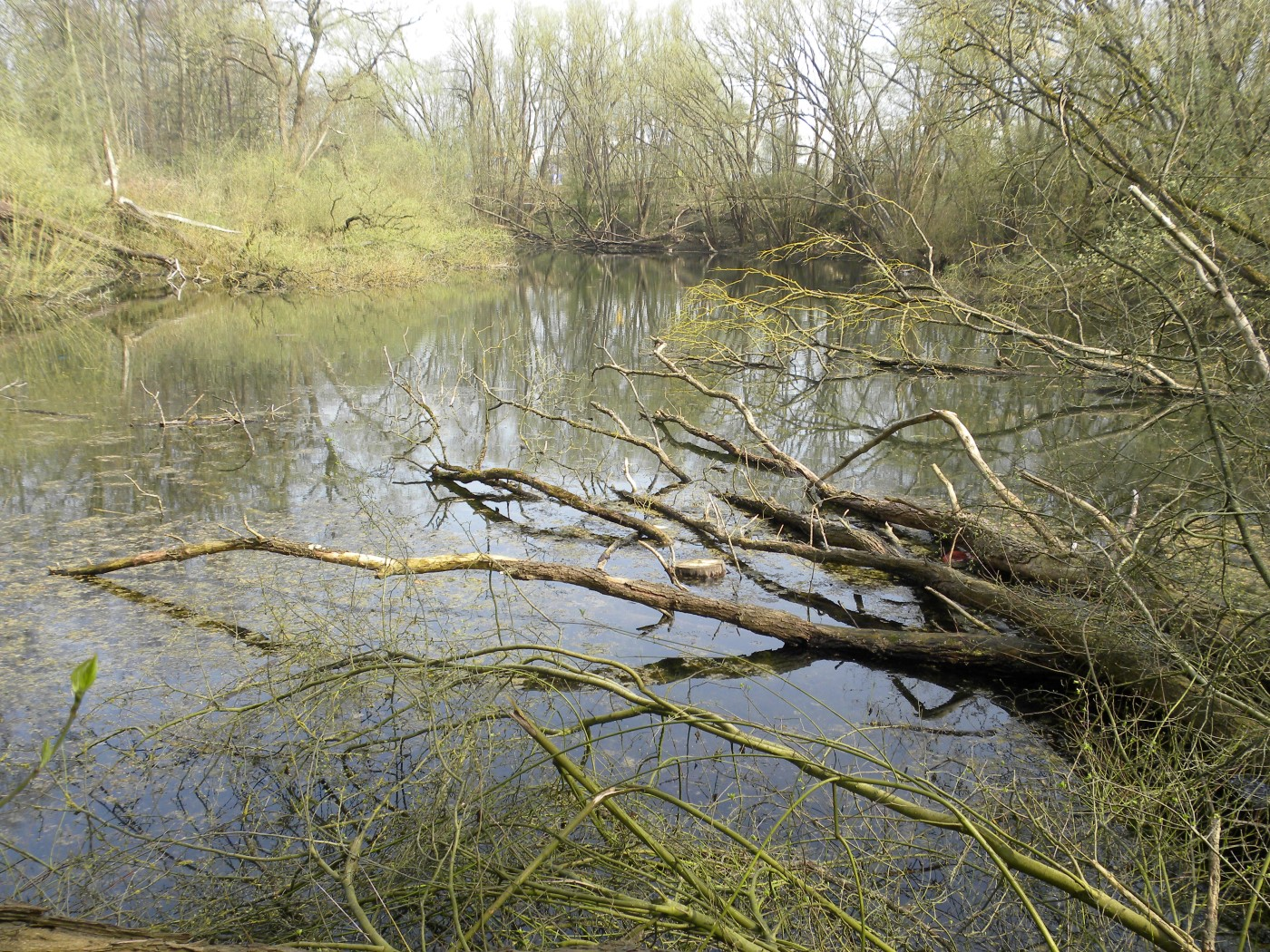